# Лубега, Джозеф
Джо́зеф Лубе́га (англ. Joseph Lubega; род. 1 января 1982, Кампала), также известный как Джо́уи Ве́гас (англ. Joey Vegas) — угандийский боксёр второй средней и полутяжёлой весовых категорий, выступал за сборную Уганды в первой половине 2000-х годов. Серебряный призёр Игр Содружества, участник летних Олимпийских игр в Афинах. Начиная с 2004 года боксирует на профессиональном уровне, владел титулом интернационального чемпиона по версии ВБС (2012—2014) и несколькими менее значимыми чемпионскими поясами.

## Биография
Джозеф Лубега родился 1 января 1982 года в Кампале.

### Любительская карьера
Первого серьёзного успеха на взрослом международном уровне добился в 2002 году, когда попал в основной состав национальной сборной Уганды и побывал на Играх Содружества в Манчестере, откуда привёз награду серебряного достоинства, выигранную в полутяжёлой весовой категории. Благодаря череде удачных выступлений удостоился права защищать честь страны на летних Олимпийских играх 2004 года в Афинах, в частности занял второе место на первом квалификационном турнире АИБА в Касабланке. На церемонии открытия Олимпиады нёс знамя своей страны, однако на соревнованиях выступил неудачно — в первом же матче второго среднего веса со счётом 21:30 проиграл представителю Таиланда Сурии Парасатхинпхимаю, который вы итоге стал бронзовым призёром турнира.

### Профессиональная карьера
Сразу после Олимпийских игр Лубега перешёл в профессионалы, при этом он переехал в Великобританию и взял псевдоним Джоуи Вегас. В течение двух лет провёл в Лондоне девять победных поединков, завоевал и защитил титул British Masters во второй средней весовой категории. Первое в профессиональной карьере поражение потерпел в 2007 году в том же Лондоне от англичанина Дэнни Макинтоша. В следующем поединке по очкам уступил молодому проспекту Нэйтену Клеверли, будущему чемпиону мира, и потом техническим нокаутом сербу Геарду Аетовичу. В 2008 году дважды боксировал с другим англичанином Джейджеем Оджуэдери, один раз выиграл у него и один раз проиграл (во втором бою на кону стаял титул чемпиона южного округа BBBofC). Последовала череда поражений, из восьми боёв Вегас сумел выиграть только два и один свёл вничью, тогда как все остальные проиграл. В том числе потерпел поражение единогласным решением судей от Украинца Дмитрия Кучера.
Далее, тем не менее, выиграл пять поединков подряд, в Египте завоевал титул чемпиона Африканского боксёрского союза в полутяжёлом весе (2012), затем в Тринидаде и Табаго в той же весовой категории стал интернациональным чемпионом по версии Всемирного боксёрского совета (2013) — один раз защитил этот чемпионский пояс, проведя бой на родине в Уганде, но вскоре проиграл его претенденту из Южной Африки.
В 2014 году в России встречался с двумя россиянами, Дмитрием Сухотским и Егором Мехонцевым, обоим проиграл единогласным судейским решением. Также в этот период съездил в Латвию на бой с местным боксёром Майрисом Бриедисом, в первом тяжёлом весе оспаривал титул чемпиона Балтии по версии ВБС, но в девятом раунде получил травму, и рефери зафиксировал технический нокаут. В 2015 году, помимо ничейного результата с соотечественником в Уганде, в третий раз боксировал в России — в поединке с Дмитрием Биволом в третьем раунде дважды побывал в нокдаунах, а в четвёртом был нокаутирован. В марте 2016 года встречался с ещё одним российским проспектом Умаром Саламовым и проиграл ему техническим нокаутом во втором раунде.
Всего на профессиональном ринге провёл 42 боя, из них 21 выиграл (в том числе 14 досрочно), 18 раз проиграл (12 досрочно), в трех случаях была зафиксирована ничья.